# Affaire Isla Bryson
L’affaire Isla Bryson porte sur le cas d’une Écossaise transgenre reconnue en janvier 2023 coupable d’avoir violé deux femmes, en 2016 et 2019, ayant déclaré sa transidentité après le début des poursuites, à partir de 2019, et entamé sa transition de genre dans l’attente de son procès. Dans cette situation, inédite en Écosse, la question du choix de son lieu de détention, dans une prison pour femmes ou pour hommes, a fait polémique, s’inscrivant dans la controverse autour de la législation du changement de genre et contribuant à affaiblir la position de la Première ministre Nicola Sturgeon.

## Contexte politique
L'affaire intervient dans un contexte politique marqué par les dissensions autour d'une loi votée par le Parlement écossais dans le but de faciliter la reconnaissance du changement de genre, rendue possible sans avis médical et dès 16 ans. Un grand nombre d’organisations de défense des droits de l’homme, des femmes et de l’égalité en Écosse ont soutenu cette nouvelle législation au cours de ses sept années de préparation ; une déclaration commune, signée notamment par Amnesty International, énonce qu’elle n’aura « aucun impact sur l’expérience ou les exigences des victimes de viol devant les tribunaux ».
Toutefois, et en dépit des garanties prévues par le texte, ses dispositions sont critiquées par des féministes qui craignent de les voir utilisées par des prédateurs sexuels simplement pour accéder aux espaces réservés aux femmes. Regroupées dans le mouvement Women for Scotland, elles invoquent le précédent de Karen White, femme transgenre accusée d’agression sexuelle contre deux détenues d’une prison du Yorkshire de l’Ouest.
Les autorités de Londres ont bloqué la mise en application de la loi écossaise, au motif d'éviter la coexistence au Royaume-Uni de deux régimes de reconnaissance du genre, la législation britannique en restant à un âge minimum de 18 ans et à l'obligation d'un avis médical ; les associations LGBTQ regrettent ce blocage, dans lequel le gouvernement écossais dénonce pour sa part une instrumentalisation politique. 

## Procès
Le jeudi 24 janvier 2023, au terme d’un procès de six jours, la Haute Cour de justice de Glasgow déclare Isla Bryson, âgée de 31 ans et originaire de Clydebank, coupable de deux viols : le premier a été commis en 2016 à Clydebank, le second en 2019 à Drumchapel, un quartier de Glasgow. Les victimes, deux jeunes femmes approchées chaque fois via internet, ont été choisies pour leur vulnérabilité.
À l’époque de ses crimes, Isla Bryson, à laquelle la Cour fait référence en tant que femme, était officiellement identifiée comme homme, portait le morinom antérieur à sa transition et arborait, au lieu d’une chevelure blonde, un crâne rasé et des tatouages sur le visage. En 2019, elle comparaissait devant le tribunal en tant qu’homme. Bien que, selon son témoignage, elle se sache transgenre depuis l’âge de 4 ans, elle n’a commencé à se déclarer telle qu’à partir de la même année 2019, après le début des poursuites. Elle a entamé sa transition en attendant son procès, à l’âge de 29 ans. Au moment de celui-ci, elle prend des hormones et déclare souhaiter subir une intervention chirurgicale.
Cette situation a posé au cours du procès des questions de droit spécifiques : l’avocat d’Isla Bryson a ainsi affirmé que, puisque la transition et l’identité de genre de sa cliente étaient admises du tribunal, il n’était pas possible de la qualifier de « prédateur mâle », comme le faisait l’accusation.

## Choix du lieu d’incarcération
Reconnue coupable, Isla Bryson doit être incarcérée dans l’attente d’une décision sur sa peine, verdict attendu pour la fin du mois de février. Un débat s’ouvre alors dans la presse et la classe politique, non sur la condamnation, mais sur le choix du lieu d’incarcération, dans une prison pour femmes ou dans une prison pour hommes : la question n’est pas entièrement nouvelle, puisqu’alors l’Écosse compte déjà quinze personnes transgenres incarcérées, mais le caractère sexuel et violent des crimes et la survenue relativement récente du changement de genre lui confèrent en l’occurrence une acuité particulière, sans omettre le fait que l’intéressée possède toujours un appareil génital masculin.
Mettant en cause l’honnêteté de la transition d’Isla Bryson et arguant de la menace que sa présence ferait peser au sein d’une population carcérale féminine, les conservateurs réclament son incarcération dans une prison pour hommes ; un de leurs députés, Russell Findlay, dénonce le risque de créer un précédent qui inciterait tous les violeurs à changer de genre pour poursuivre leurs agissements de prédateurs au détriment de codétenues, déclarant en outre qu’« il est traumatisant et humiliant pour toute victime de viol d’entendre son agresseur désigné comme « elle » dans les procédures judiciaires ». Du côté de Londres, Yvette Cooper, députée travailliste chargée des questions de sécurité, déclare que « ce violeur dangereux ne devrait pas être dans une prison pour femmes » ; dans le même sens, une porte-parole du Premier ministre britannique Rishi Sunak affirme « entendre les préoccupations » de ceux qui défendent cette position. Des réticences se voulant exemptes de toute transphobie, mais motivées par des considérations légitimes de droit, d’éthique et de sécurité, se manifestent jusque dans les rangs des députés de la coalition gouvernementale écossaise et chez un rapporteur spécial de l’ONU.
Dans un premier temps, le mercredi 25 janvier, le gouvernement se borne à refuser d’intervenir dans une décision relevant du domaine de compétences du Scottish Prison Service (SPS), l’organisme chargé des établissements pénitentiaires écossais. Le SPS annonce que, comme il est de règle, il réunira personnels, médecins et psychologues pour statuer sur ce cas. En attendant, Isla Bryson est incarcérée dans une prison pour femmes, mais isolée des autres détenues. Cependant, dès le lendemain, lors d’une séance de questions au Parlement écossais, la Première ministre revient sur le sujet : « Étant donné l’inquiétude légitime du public et des parlementaires dans cette affaire, je peux confirmer au Parlement que cette détenue ne sera pas incarcérée dans la prison pour femmes de Cornton Vale (en) » (située près de Stirling). Le même jour, Isla Bryson est transférée dans la prison pour hommes d’Édimbourg (en).

## Incidences
Le 29 janvier 2023, le gouvernement annonce la suspension du transfert dans une prison pour femmes de toute femme transgenre ayant des antécédents de violence envers les femmes. Cette décision fait suite à deux affaires, celles d’Isla Bryson et de Tiffany Scott, accusée pour sa part d’avoir harcelé par lettres, depuis sa cellule, une jeune fille de 13 ans, et qui avait cependant obtenu son transfert dans un établissement pour femmes. 
Parallèlement, plusieurs anciens directeurs de prison appellent de leurs vœux la création d’unités spéciales pour les personnes transgenres. 
Sur le plan politique, la difficulté éprouvée par la Première ministre Nicola Sturgeon, sommée par un journaliste d’ITV d’expliquer comment concilier le principe selon lequel « une femme trans est une femme » avec le transfert d’Isla Bryson dans une prison pour hommes, a pu contribuer à la dépréciation de son image.    

## Verdict
À la fin du mois suivant, le mardi 28 février 2023, Isla Bryson est condamnée à huit ans de prison et trois années supplémentaires de liberté conditionnelle.